# Silvino Lobos
Silvino Lobos is een gemeente in de Filipijnse provincie Northern Samar op het eiland Samar. Bij de laatste census in 2007 had de gemeente bijna 14 duizend inwoners.

## Geografie

### Bestuurlijke indeling
Silvino Lobos is onderverdeeld in de volgende 26 barangays:
| - Balud - Cababayogan - Cabunga-an - Cagda-o - Caghilot - Camanggaran - Camaya-an - Deit De Suba - Deit De Turag - Gebolwangan - Gebonawan - Gecbo-an - Genagasan | - Geparayan De Turag - Giguimitan - Gusaran - Imelda - Montalban - Poblacion I - Poblacion II - San Antonio - San Isidro - Senonogan de Tubang - Suba - Tobgon - Victory |

## Demografie
Silvino Lobos had bij de census van 2007 een inwoneraantal van 13.761 mensen. Dit zijn 1.116 mensen (8,8%) meer dan bij de vorige census van 2000. De gemiddelde jaarlijkse groei komt daarmee uit op 1,17%, hetgeen lager is dan het landelijk jaarlijks gemiddelde over deze periode (2,04%). Vergeleken met de census van 1995 is het aantal mensen met 2.733 (24,8%) toegenomen.

De bevolkingsdichtheid van Silvino Lobos was ten tijde van de laatste census, met 13.761 inwoners op 224,2 km², 61,4 mensen per km².